# Ekeberg, Växjö
Ekeberg är en stadsdel i Växjö. Det är ett företagsområde som började byggas ut runt 2007.
Ekeberg gränsar till Högstorp i norr och till Öster i väster.